# Loxmaionia megale
Loxmaionia megale är en fjärilsart som beskrevs av William Schaus 1913. Loxmaionia megale ingår i släktet Loxmaionia och familjen Crambidae. Inga underarter finns listade i Catalogue of Life.